# Khinalyg
Ne doit pas être confondu avec Khinalug (langue) ou Peuple Khinalug.
Khinalyg (en azéri : Xınalıq ; en khinalug : Kətş) est un village du Caucase, en Azerbaïdjan, situé à 2 350 mètres d'altitude, dans le raion de Quba. Khinalyg est également la région administrative comprenant le village du même nom et le village de Qalayxudat. Avec ses 2 350 mètres d'altitude, il s'agit de la plus haute ville d'Azerbaïdjan.

## Localisation
Il est situé juste au nord de Gouba au milieu des montagnes du Grand Caucase qui divisent la Russie et le Caucase du Sud. Khinalyg est également le village le plus élevé, le plus isolé d'Azerbaïdjan et l'un des plus élevés du Caucase. Le temps change énormément en été et en hiver, allant de −20 à 18 °C. Khinalyg a une population d'environ 2 000 personnes. Ce petit groupe de personnes parle la langue khinalyg, qui est un isolat au sein de la famille linguistique du Caucase du Nord-Est, bien que beaucoup parlent également l'azerbaïdjanais.

## Histoire
Le 7 octobre 2006, le président de l'Azerbaïdjan, Ilham Aliyev, a annoncé son intention de moderniser les bâtiments scolaires, les infrastructures, les bâtiments gouvernementaux et d'autres ressources de Khinalyg.
Khinalyg a été inscrit sur la liste de surveillance des 100 sites les plus menacés par le Fonds mondial des monuments en 2008 en raison de l'inquiétude suscitée par la construction d'une route entre Khinalug et Guba. La liste ne vise pas à critiquer les activités touristiques et commerciales potentielles à Khinalug, mais à prévenir que de nouveaux développements ne doivent pas se faire au détriment du caractère historique essentiel du site.

## Architecture
Tikmes et Tekulduz sont deux des plus anciens types de broderies azerbaïdjanaises. Les artisans de ce métier brodent divers motifs ornementaux sur du lin blanc à l'aide de fils multicolores. Le Tikmes ne peut être fabriqué qu'à la main et est considéré comme la décoration la plus importante à broder sur les vêtements. Depuis l'Antiquité, les toiles ont été décorées avec des fils multicolores, à la fois à l'ouest et à l'est. Il existe différentes formes de cet artisanat en Azerbaïdjan. Ses premiers exemples sont évoqués à l'époque de l'empire sassanide (IVe siècle).
Des colonnes soutenant les toits sont visibles au centre des maisons locales. Ils n'ont pas de meubles. Cependant, il y a beaucoup d'oreillers, de couvertures et de mutakkah (longs oreillers de forme oblongue), ainsi que de grands et de petits matelas. Ils n'ont pas de tables et, selon la coutume, les habitants sont assis par terre.

## Culture et coutumes
Les habitants de Khinalyg ont conservé leur mode de vie traditionnel. Les mariages et autres cérémonies se déroulent dans le  village. 
Les rites et les traditions devenus partie intégrante de la vie sont étroitement liés aux phénomènes naturels. Les villageois sont principalement impliqués dans l'élevage de moutons. Une technique de tissage différente est bien connue ici. Les châles tissés avec de la laine à Khinalyg sont célèbres dans toute la région de Gouba. Les villageois voisins achetaient cette matière première pour confectionner des vêtements d'extérieur. Dans le passé, le tcherkeska, un châle en laine, était un costume national porté par les habitants les plus riches des villages. Les chaussettes en laine qui ressemblent à un mini tapis de nombreuses couleurs sont très portées car il est impossible d’imaginer les habitants de Khynalyg en hiver. Une des principales activités également menées par les populations locales est la collecte et la préparation des herbes de cure. Elles sont collectées et séchées pour une utilisation ultérieure dans la fabrication d'aliments ou vendues aux touristes. 
Le mois d'août marque le début de la saison du miel à Khinalyg. Le miel local se distingue par son goût et son odeur. Les habitants disent que le miel est un remède contre soixante-dix maladies. En automne, ils célèbrent la saison de la viande de chèvre qui se distingue également par son goût particulier. 

## Origine ethnique
Les habitants de Khinalyg sont liés au groupe ethnique Chahdagh. Ce sont principalement des cheveux bruns, avec des yeux bruns ou bleus, pas très grands et plutôt corpulents. 
Ils faisaient certainement partie des 26 tribus vivant en Albanie caucasienne que le philosophe grec Strabon a mentionnées dans géographie. 
Huit anciens cimetières entourent le village, couvrant une superficie plusieurs fois supérieure à celle du village. La plupart des tombes cachent trois ou quatre couches de sépulture. Les inscriptions des pierres tombales sont écrites dans divers alphabets. Afin de se défendre au Xe siècle contre diverses tribus nomades, des installations de défense spéciales, y compris une forteresse, ont été construites à Khynalug : la principale tour de guet comprenait également le temple zoroastrien. Des anciens de la région racontent que le prêtre qui vivait dans ce temple s’appelait Piadjomard et qu’il avait l'habitude de regarder une flamme éternelle y brûler.

## Légende de l'homme des neiges
Le village de Khynalug est connu non seulement pour ses traditions anciennes, mais aussi parce que les villageois disent y avoir aperçu un homme des neiges. En 1988, un jeune chasseur, appelé Babaali Babaaliyev, et encore en vie aujourd'hui, se cachait dans l'une des grottes près de Khynalug : il chassait les chèvres sauvages qui erraient dans les grottes pour lécher le sel. Pendant qu'il faisait la sieste, le chasseur a été réveillé par quelqu'un qui a bloqué l'entrée de la grotte avec son corps. Babaali a déclaré qu'un être humain, grand et velu, l'avait regardé dans un silence absolu. Terrifié, il n'osa pas bouger. Ses mains sont devenues engourdies et il ne pouvait même pas faire le seul pas nécessaire pour atteindre son fusil à proximité. Le regardant toujours, l'être décida de partir. Depuis cet événement, Babaali est depuis longtemps sous le choc, n’a jamais récupéré et a toujours évité le lieu où la terrible rencontre s’est déroulée.

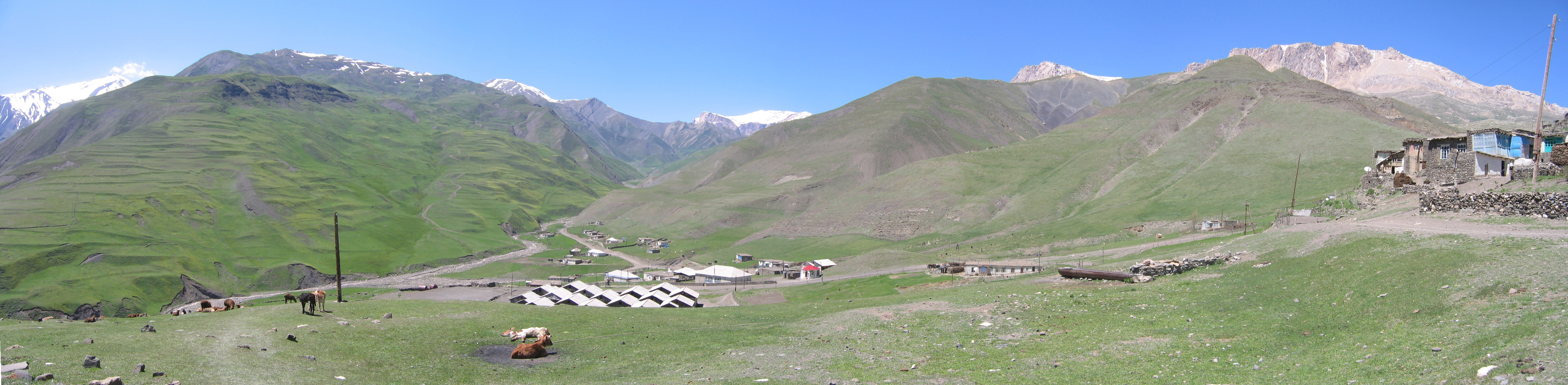
Vue panoramique de Khinalug